# ليلا دي ليما
ليلا نورما يوليليا جوزيفا ماجيسترادو دي ليما (ولدت في 27 أغسطس عام 1959) هي سياسية ومحامية وناشطة حقوق إنسان وأستاذة قانون فلبينية وهي عضو في مجلس الشيوخ الفلبيني منذ عام 2016. تولت رئاسة لجنة حقوق الإنسان خلال الفترة من عام 2008 حتى عام 2010 قبل أن تشغل منصب وزيرة العدل في حكومة الرئيس بنيغنو آكينو خلال الفترة الممتدة من عام 2010 حتى عام 2015.
اشتُهرت دي ليما بكونها من أشد منتقدي إدارة الرئيس رودريغو دوتيرتي. ألقي القبض عليها في عام 2017 بتهمة ارتباطها بفضيحة سجن بيليبيد الجديد للاتجار بالمخدرات خلال ولايتها كوزيرة للعدل. منحتها منظمة الليبرالية الدولية جائزة الحرية في وقتٍ لاحق من ذلك العام.

## نشأتها
دي ليما هي الابنة البكر لكل من مفوض لجنة الانتخابات الفلبيني السابق فيسنته دي ليما ونورما ماجيسترادو. ولدت وترعرعت في مدينة إيريجا الواقعة ضمن مقاطعة كامارينس سور في منطقة بيكول. تزوجت عمتها جولي دي ليما مؤسس الحزب الشيوعي الفلبيني خوسيه ماريا سيزون ما يجعلها على صلة قرابة به. في حين شغلت عمتها الأخرى ليلا دي ليما منصب رئيسة الهيئة الناظمة للمنطقة الفلبينية الحرة وهي حائزة على جائزة رامون ماجسايساي.
أكملت دي ليما تعليمها المدرسي الأساسي وتخرجت الأولى على صفها. تخرجت من جامعة ديلا ساليه بدرجة بكالوريوس في الآداب باختصاص تاريخ في عام 1980. ونالت بعدها درجة بكالوريوس في الحقوق (الثانية على دفعتها) من كلية سان بيدا للقانون في عام 1985. احتلت المرتبة الثامنة في دورة امتحانات نقابة المحامين لسنة 1985 محققةً نسبة نجاح بلغت 86.26%.

## سيرتها المهنية
بدأت دي ليما حياتها المهنية كعضو في الجهاز الإداري لمكتب القاضي العضو في المحكمة العليا إساغاني كروز خلال الفترة من عام 1986 حتى عام 1989.

### مفوضة حقوق الإنسان (2008-2010)
عُينت دي ليما رئيسة لمفوضية حقوق الإنسان خلال عهد الرئيسة أرويو. وشغلت هذا المنصب خلال الفترة الممتدة من عام 2008 حتى عام 2010. ميزت عدد من القضايا البارزة فترة ولايتها التي دامت سنتين مثل قضية فرق موت دافاو وقضايا حقوق الإنسان الموجهة بحق جوفيتو بالباران وقضية مذبحة ماجوييندانايو في عام 2009.

### وزيرةً للعدل (2010-2015)
عرض الرئيس بنيغنو آكينو الثالث على دي ليما حقيبة وزارة العدل في عام 2010. قبلت دي ليما المنصب وكانت أول قضية بارزة تستلمها هي أزمة رهائن مانيلا التي أدت إلى مصرع ثمانية أشخاص يحملون الجنسية الهونغ كونغية.
تعرضت دي ليما لانتقادات اتهمتها بالتدخل في الشؤون الداخلية لكنيسة إغليشا ني كريستو وذلك على خلفية الخلاف على القيادة الذي نشب داخل الطائفة والمظاهرات المندلعة لاحقًا خلال عام 2015.

### عضوًا في مجلس الشيوخ
ترشحت ليلا دي ليما لعضوية مجلس الشيوخ الفلبيني تحت قائمة ائتلاف الطريق السوي التابعة للحزب الليبرالي خلال الانتخابات العامة في عام 2016. حلت بالمرتبة الثانية عشر بعد حصولها على ما يناهز الـ14 مليون صوت.
أدانت دي ليما حرب الفلبين على المخدرات وحثت الكونجرس الفلبيني على التحقيق والنظر في الأمر. كذلك وجهت دعوات من أجل إنهاء عمليات القتل الأهلية الخارجة عن القانون بحق المشتبه باتجارهم بالمخدرات. صرحت في الخطاب الذي ألقته على مسامع أعضاء الكونغرس في يوم 2 أغسطس قائلةً «ليس بوسعنا شن حرب على المخدرات بالدماء...». أعربت دي ليما عن امتعاضها من عدم اكتراث الحكومة الجديدة لعمليات الإعدام الحاصلة خارج نطاق القانون وحذرت من أن المزيد من الأناس الأبرياء سيعانون في حال لم تتوقف عمليات القتل هذه.

## التوقيف
أشاد العديد من الصحفيين ومناصري حقوق الإنسان الدوليين بدي ليما في شهر ديسمبر من عام 2016 وذلك لانتقادها حرب دوتيرتي على المخدرات رغم الاضطهاد السياسي الذي واجهته على إثر موقفها هذا. وجهت محكمة فلبينية محلية مجموعة من التهم المرتبطة بالاتجار بالمخدرات بحق دي ليما بتاريخ 17 فبراير عام 2017. أصدرت محكمة ابتدائية إقليمية في مدينة مونتنلوبا مذكرة اعتقال بحق دي ليما بدعوى خرقها قانون الاتجار بالمخدرات في يوم 23 فبراير. كما تواجه دي ليما عددًا من القضايا الأخرى المرتبطة بالاتجار بالمخدرات بتهم تزعم استغلالها لمنصبها كوزيرة للعدل من أجل الحصول على المال من تجار المخدرات من خلال تسهيلها لعملياتهم رغم قبوع هؤلاء التجار في السجون. سلمت دي ليما نفسها إلى الجهات المعنية في صباح اليوم التالي. أشارت عدة منظمات حقوق إنسان دولية إلى ليلا دي ليما بـ«سجينة الضمير».
بادرت مجموعة التحقيق والتحري الجنائي التابعة لجهاز الشرطة الفلبينية الوطنية إلى تقديم التهم التي وجهتها إلى دي ليما وغيرها من الشخصيات المعارضة بدعوى «التحريض على الفتنة والتشهير العادي والإلكتروني والاحتيال وإيواء المجرمين وعرقلة سير العدالة» في يوم 19 يوليو عام 2019. أسقِطت جميع هذه التهم التي كانت موجهة إلى دي ليما في يوم 10 فبراير عام 2020. كتبت دي ليما وهي ما تزال قابعة خلف قضبان الأسر في رسالتها الأيقونية رقم 94 في يوم 29 مايو: «لقد ارتأى الناس أن يكونوا سلبيين وذلك ربما لأنهم يشعرون بالمسؤولية عن التصويت له ولكن لا. أنتم لستم مسؤولون عما يفعله بعد تصويتكم له. بيد أنكم مسؤولون عن تركه يتنصل من ارتكابه لأشياء من هذا القبيل عبر التزامكم الصمت. هو لم يشتري أرواحكم وضمائركم بعد انتخابكم له بل على العكس فهو الآن مدينٌ لكم بأحقية مساءلته». زار أعضاء من البرلمان الأوروبي ومنظمة الليبرالية الدولية دي ليما في أواخر شهر يوليو من عام 2017. لم تستطع التصويت ضد توسيع قانون الأحكام العرفية بسبب قبوعها في الأسر. قدمت دي ليما التماسًا من أجل إطلاق سراحها ولكن المحكمة العليا قابلت طلبها بالرفض ووجهت لها صفعة بعدما أصدرت أمرًا بالإفراج عن عدد من السجناء المدانين بالفساد أو الكسب غير المشروع ممن شغلوا مناصب رسمية خلال الإدارات الرئاسية السابقة. أصدر مجلس الليبراليين والديمقراطيين الآسيويين بيانًا في شهر سبتمبر طالبوا فيه بإطلاق السراح الفوري لدي ليما وإعادة توطيد حقوق الإنسان في الفلبين. وفي نفس الشهر أمسكت ريزا هونتيفيروس (وهي حليفة دي ليما في مجلس الشيوخ) بوزير العدل فيتاليانو أغويري الثاني بالجرم المشهود وهو يضع مسودة تذكر مجموعة من التهم المفبركة الموجهة إلى دي ليما عبر رسائل نصية كان يبعثها خلال جلسة استماع حول وفيات القصّر الناجمة عن حرب المخدرات الفلبينية. لجأ هذا الوزير إلى استعمال التكتيك ذاته بحق دي ليما سابقًا وهو ما أدى إلى زجها في السجن. وجهت منظمة العفو الدولية نداءً طالبت فيه السلطات الفلبينية بإطلاق السراح غير المشروط لدي ليما في 5 يونيو عام 2020. كذلك دعت المنظمة السلطات إلى إنهاء القيود غير المبررة المفروضة عليها والسماح لها بالتواصل مع عائلتها وزملائها في العمل، وذلك بالإضافة إلى السماح لها بممارسة مهامها كمشرعة منتخبة ومدافعة عن حقوق الإنسان.